# ピアソン夫妻

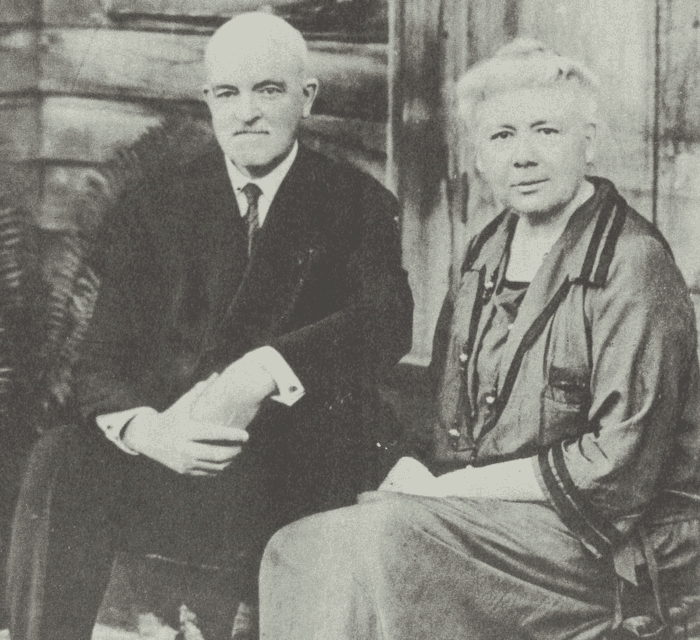
北見滞在時のピアソン夫妻

ピアソン夫妻（ピアソンふさい）こと、ジョージ・ペック・ピアソン（George Peck Pierson、1861年1月14日 - 1939年7月31日）とアイダ・ゲップ・ピアソン（Ida Goepp Pierson、1862年 - 1937年3月13日）は、アメリカ合衆国出身の宣教師夫妻。明治後期から昭和初期にかけての日本で、北海道内を中心として農村でのキリスト教の福音伝道に尽くした。夫のジョージは『ピアソン聖書』と呼ばれる聖書『略註旧新約聖書』の編纂、妻のアイダは旭川や北見の廃娼運動で実績を残した。

## 経歴

### ジョージ・ペック・ピアソン
ジョージ・ペック・ピアソンは、1861年にアメリカのニュージャージー州エリザベスで誕生した。エリザベスは教育水準が高い上に信仰に篤く、ジョージは家庭でも大学教授である祖父から学者の資質、牧師である父から指導者及び伝道者としての心を受け継いでおり、幼少時より熱心なキリスト教徒であった。
中学時代を過ごしたニュージャージー州のピングリー中学校は、キリスト教教育において極めて水準の高い学校であった。後にジョージが宣教師の道へ進んだことは、この学校の影響が大きいと見られている。
1882年にプリンストン大学を卒業後、教育に関心を抱き、モーリスタウンとエリザベスで教員を4年間勤めた。後に牧師への道を選択し、1885年にプリンストン神学校に入学した。
神学校で学び始めた頃、後の人生を決定づける出来事があった。ドイツ人宣教師が日本語に翻訳した聖書を、父から譲り受けたのである。それは後の2000年代においても世界中にわずか16冊しかないといわれる、貴重な書物であった。ジョージは、仏教が主流のはずの日本のために聖書があることに感嘆し、その日本でのキリスト教布教を夢見るようになった。
1888年に神学校を卒業。父が牧師として勤めるエリザベスのウェストミンスター長老教会で洗礼を受け、牧師となった。母教会で按手礼を受け、同1888年、宣教師として日本へ渡ることが決定した。
アメリカから日本へ渡るには船で1か月以上を要する時代であり、同1888年8月にジョージはアメリカを発った。このときの船上での想いを、晩年に次のように回想している。
横浜に到着からわずか10日後、ジョージは腸チフスを患い、高熱を発して生死の境をさまよった。約30日後に回復したジョージは、神による命の復活を感じ、生きていることの喜びを深く感謝した。このことでジョージは、残された命を日本人の幸福のために捧げようと、改めて誓ったともいわれる。
同1888年より、明治学院中学校に英語の教員として勤めると共に、神学部で新約聖書釈義と教会暦学を教えた。その傍らで自身も日本語を学び、優れた語学力を身につけた。皇室の通訳に要請されるほどであったが、伝道のみが日本語習得の目的であったジョージは、その要請をきっぱりと断った。
しかし1890年、ジョージは心ならずも同学院を退職した。理由は、明治学院がミッションスクール（キリスト教主義学校）であり、国家主義的色彩が強まる日本国内においてキリスト教が迫害され、その影響で生徒数が激減したことなどが挙げられている。
同1890年より、千葉県の中学校に英語の教員として勤めた。その傍らで、東京伝道局に所属しながら千葉の農村を回り、人々に直接語りかけて伝道を行ない、盛岡にも足を伸ばした。この経験を通じてジョージは、知識人や中産階級の人々ではなく、一般庶民に伝道したいとの気持ちを抱くこととなった。この時期の書簡でジョージは「（まだキリスト教を知らない農民に伝道する）差し迫った必要性」などと、地方へ赴く重要さを説いていることからも、地方には抑圧や貧困などで救いを求める人々が多くいると感じていたことが窺い知れる。
ジョージは東北での伝道の中、多くの者が開拓のために北海道にわたっていることを知り、新たに拓かれる土地こそ信仰の必要な地と考えた。1892年（明治25年）に視察のために初めて北海道を訪れた。翌1893年に函館に転居し、各地の教会で伝道を援助した。1893年から1894年にかけて小樽に移り、小樽や札幌でも伝道活動を行なった。

### アイダ・ゲップ・ピアソン
アイダ・ゲップは1862年にペンシルベニア州フィラデルフィアで誕生した。モラヴィア派の家庭の生まれであり、伝統的に教育と伝道に熱心な家であった。
モラヴィア派は、厳しい信仰規律のもとに日常生活の中でキリスト教徒の交わりを実現しようとした教派であり、国外への伝道も熱心であったことから、この教派の教えが、信仰に対して強い信念を持つアイダの人格形成に影響したと見られている。
幼少時はニューヨークの聖公会とメソジスト教会の日曜学校で過ごしており、この2つもまた後のアイダの堅い意志の形成の基礎となった。
7歳のときに母を失い、伯母の住むドイツのシュトゥットガルトで高等学校まで過ごした。その後にアメリカに戻り、ニューヨーク市立大学ハンター校を卒業した。
後に自分の進路に疑問を抱いた末に、宣教活動を選んだ。1890年（明治23年）に訪日。女学校の教員を5年間勤めた。

### 夫妻での伝道活動
ジョージとアイダは伝道中に知り合い、1895年（明治28年）6月12日、東京で結婚した。そして共に、伝道地である北海道へと旅立った。
結婚後の夫妻は、ジョージの住み慣れた小樽に住み、札幌と小樽を活動の拠点とした。その後の2人は、小樽シオン教会の援助、小樽初の女学校といわれる静修女学校の設立に携わった。この学校は小樽だけでは生徒が不足していたため、夫妻は各地のキリスト教徒の家を1件1件訪ね、生徒募集のために奔走した。
この時期、ジョージは嵐の翌朝に、豊平川で浮浪者の小屋を建て直したこともあり、札幌中の評判となった。アイダはドイツの在住経験があることから、札幌農学校（後の北海道大学）でドイツ語を教えたともいい、有島武郎もアイダからドイツ語を教わったともいわれる。
後に札幌に移り、建設間もない北一条教会の援助、スミス女学校（後の北星学園大学）で英語と聖書を教えるなどの活動を行なった。また道内各地にも足を運び、各地のキリスト教徒を訪ね、開拓に苦心している教徒たちを援助した。後に廃娼運動で活動を共にする坂本直寛とは、この各地の活動の最中に親交を結んだ。
そうした活動の最中、ジョージは各地を歩いていて、歩行を妨げる石、丸太、ガラスなどを見つけると、必ずそれらを取り除いていた。そんなジョージを見かけた人の数は多く、「変わったことをしている外国人がいる」と、かなりの噂に昇っていた。

### 旭川での伝道
1901年（明治34年）、夫妻は北海道の辺地である道北や道東の伝道を目的とし、旭川に転居した。旭川での夫妻は、旭川中学校で英語や聖書を教える傍ら、坂本直寛らと協力し、廃娼運動（後述）、大日本帝国陸軍の第7師団への伝道を行なった。また、聖書普及や文書伝道のため、聖書館を設立した。
アイヌの父と呼ばれるジョン・バチェラーと共に、差別に苦しむアイヌへの伝道や救済のためにも活動した。夫妻が当時、派遣元のアメリカのキリスト教伝道局に宛てた書簡には、アイヌ女性の金成マツ、知里幸恵らと共に撮った写真が同封されていた。昭和時代のアイヌ文化伝承者である砂沢クラは自著『ク スクップ オルシペ―私の一代の話』において、幼少時に日曜学校やクリスマス会でピアソン夫妻に可愛がられたこと、医者からも見放されるほどの重病に冒されたときに夫妻に手厚く看病されたことなどを語っている。

#### 廃娼運動（旭川）
当時の旭川は、鉄道の開通や第7師団の設置を機に人口が増加し、好景気にあふれていた。その反面、旭川市内の曙町にある遊郭では、60人以上の娼妓たちが借金に縛られ、奴隷同然に働かされていた。遊郭の問題は日本全国にいえることだが、特に北海道は開拓のために遊郭が必要との考えが根強く、遊郭の存在を当然とする考えが根付いていた。
アイダは廃娼運動に乗り出して、日本キリスト教婦人矯風会の廃娼運動の先頭に立ち、会の行動目標を、本部の規則に基づいた禁酒、禁煙、慈善事業の3つに、娼妓救済を加えた。折しも日本では明治初期以来の廃娼運動の活発化に伴い、1900年（明治33年）の娼妓取締規則の改正により廃業手続きが簡略化され、娼妓たちには自由廃業の道が開かれていた。
アイダは娼妓の救済にあたって最初に、他の矯風会会員たちと共に、娼妓たちに廃業を勧める旨の公告を、北海道新聞に掲載した。それは先述の娼妓取締規則改正のもとに娼妓の自由廃業の権利を明らかにし、廃業したい娼妓はアイダらのもとで世話をするとのものだった。矯風会の機関誌『婦人新報』でも廃娼運動を取り上げた。娼妓たちが救いを求めると、矯風会や救世軍による施設などに送り、彼女らの廃業後の自立を援助した。
『婦人新報』の1903年（明治36年）3月号での報告によれば、1年間に19名の娼妓を函館の施設に送ったとある。この内の9人は逃走したが、3人は親元に帰り、残りの7人は施設内で読書、習字、裁縫、編み物、詩集、歌、聖書講和などの科業を行なっているとある。こうした技能を習得し、やがては収入を得て更生した女性もいたようである。
こうして廃娼運動は活発し、一時は遊郭を衰えさせた。しかし楼主たちの猛烈な巻き返し、娼妓たちに対する厳しい監視などが原因で、その活動が長期にわたることはなかった。

#### 旭川遊郭移転への反対運動
1902年（明治35年）、旭川では曙町の土地の悪さから、遊郭を旭川市の中島町へ移転する案が持ち上がった。遊郭の規模拡大、第7師団からの交通の便の利を図ることが理由であった。
これに対して町民たちは、風紀が乱れるとして猛反対したが、それにも拘らず遊郭移転は許可され、中島町の学校近くにも多くの妓楼が建設された。この反対運動は東京毎日新聞や東京日日新聞などで取り上げられ、特に東京毎日新聞はこの件を政府の失策と指摘した。こうして遊郭問題は、日本全国的に注目されるまでに発展した。
アイダは先述の坂本直寛と共に旭川の教会と協力して反対運動に立ち、遊郭廃止の請願署名を得、上京して衆議院と貴族院に提出した。この請願は両院を通過したものの、実現することはなかった。アイダは憤慨し、北海道長官である河島醇に会談を申し込んだ。後のアイダの著書『日本、北海道、明治四一年』には、この会談の内容が以下の激しいやりとりとして述べられており、アイダは後にもこれを思い出すたびに怒っていたという。
アイダはこの会談の終わり際に、河島に「長官! あなたは呪われますぞ」と言い放った。その3年後に河島が病気で急死したことから、アイダは周囲によく「それごらんなさい。三年で長官は死んだではありませんか」と話していた。

### 北見での伝道
ピアソン夫妻は1913年（大正2年）に一時帰国しての休暇を挟んで、1914年（大正3年）、日本および北海道での最後の伝道の地として、さらに奥地の野付牛村（後の北見市）に転居した。夫妻は、1910年（明治43年）に野付牛を訪れた際にその自然の美しさに魅せられたこと、および鉄道の開通もあって発展性が注目されたこと、キリスト教徒を幹部とする高知県の移民団体である北光社がこの地を開拓していたことなどを理由として野付牛を選び、この地を道北一帯への伝道における基盤と考えたようである。また都会となりつつある旭川よりも、未開で自然の多い北見の方が伝道の意義があるとも考えたようで、夫妻は転居前に、その理由を本国宛ての手紙で「大きな町で働くよりは、田舎で働く方が適しており、よりよい働きができます」と述べている。
夫妻は丘の上に住処を決め、木造の2階建の洋館を建設した。このとき地主は、外国人には正当な価値はわかるまいと、土地に時価10倍の値をつけたが、ジョージは掛け値というものも値切ることも知らず、人に騙されることはあっても騙すことは決してしない人物であったため、言われるがままの価格で土地を購入した。館を建てた後も、外国人を物珍しく見る住民たちの手で、植木が抜かれたり、ガス灯を割られたりと悪戯に遭った。しかし夫妻の熱心さの末に、住民たちは次第に心を開き、多くの人々が館を訪れた。
この地での夫妻は、北光社、学田（遠軽）、佐呂間の3つの教会の援助に最も力を注ぎ、廃娼運動、道東各地の伝道などで活動した。また遠方から野付牛中学校北斗高校（後の北海道北見北斗高等学校）に入学して通学の困難な学生のために、私費で学生寮「ピアソン寮」を建てて彼らを援助した。加えて、当時は日本人にとって難解かつ高価であった聖書を、日本人に親しんでもらおうと、独自の解釈による『略註旧新約聖書』の編纂を行なった。この聖書は人々に『ピアソン聖書』の名で人々に親しまれた。この功績により、母校のプリンストン大学から名誉神学博士号を与えられた。

#### 廃娼運動（北見）
明治末期から大正期にかけての野付牛は、ニホンハッカの生産による好景気に沸き、飲食店が建ち並んでいた。その一方では多くの芸者や遊女が働かされており、公許遊郭設置の動きもあった。
1916年（大正5年）4月23日に、野付牛を訪れた北海道長官へ町の有志から遊郭設置の陳情書が提出されるや、アイダは当地の女性たちと共に遊郭建設阻止に動きだすことを決心した。翌24日には弁護士に陳情書を書いてもらい、信者18名の賛成署名を得た。同年6月26日、アイダが中心となって野付牛婦人矯風会が設立された。アイダは会員たちと共に地元民たち300名以上の署名を得、長官と当時の内務大臣である後藤新平宛てに提出した。翌1917年（大正6年）には矯風会で、遊郭建設の防止、公娼全廃のための運動開始などの決議が為された。その後も後援会などで市民に向けての働きかけが行なわれた。逃亡してきた女性を夫妻が自宅にかくまい、教会員と結婚させたこともあった。
こうした反対運動に際し、夫妻は業者からの暴力を頻繁に受けた。娼妓の女性がピアソン館に助けを求めに訪れ、ジョージが話を聞いていたところ、暗闇から突然殴りつけられ、ジョージがその場に倒れたことがあった。アイダもまた、料理屋で女性を救うために交渉しているところ、怒った店主に太い棒で殴られたことがあり、後も長期にわたって、その傷跡の痛みを訴えており、生涯にわたって傷跡が消えることは無かった。
一方では酌婦の女性を、アイダが私財を投じて身代金を払って救出して親元に帰したものの、親が業主と結託して娘をまた売り払い、アイダを落胆させることもあった。暴力や裏切りと多くの困難に遭いながらも、夫妻は強い信仰のもとに救済活動を続けた。アイダの廃娼運動はこうして、旭川での挫折を経て、北見で成功に至った。戦前の北海道内の中核都市の内、遊郭が無いのは北見だけであった。

### 帰国〜晩年
1927年（昭和2年）。ピアソン夫妻は宣教師としての任務を終え、アメリカへ帰国することとなった。帰国を半年後に控えたクリスマス会で、ジョージは招待客に、以下の候文を読んだ。
1928年（昭和3年）、夫妻は帰国のために北見を発った。駅には大勢の人々が見送りに詰めかけ、讃美歌『また会う日まで』を合唱し、誰もが涙を流して別れを惜しんでいた。夫妻が15年間暮らした野付牛の開町30周年には、夫妻は開拓功労者としての表彰を受けた。
アメリカへ帰国後の夫妻は、アイダの生地であるフィラデルフィアで過ごした。ジョージは研究を続け、辞典の編纂、伝道論、神学研究、自伝など、多くの著作を出版した。日本での伝道で多くの迫害や困難に遭ったにも関らず、夫妻の思い出は日本人たちとの楽しい思い出ばかりであった。後の夫婦の共著による『楽しかった日本の四十年』は、北海道での伝道を主とした書であり、苦しみよりも喜びや楽しさが多く語られている。
アイダは晩年、肺炎による高熱に冒されて脳を病み、正常心を失い、生涯最期の1年はほとんど何もわからない状態であった。ジョージはそんな妻を最後までいたわり、看護した。
1937年3月13日、アイダがジョージに看取られながら、満75歳で死去した。その2年後の1939年7月31日、ジョージはアイダを追うように、糖尿病により満78歳で死去した。

## 没後

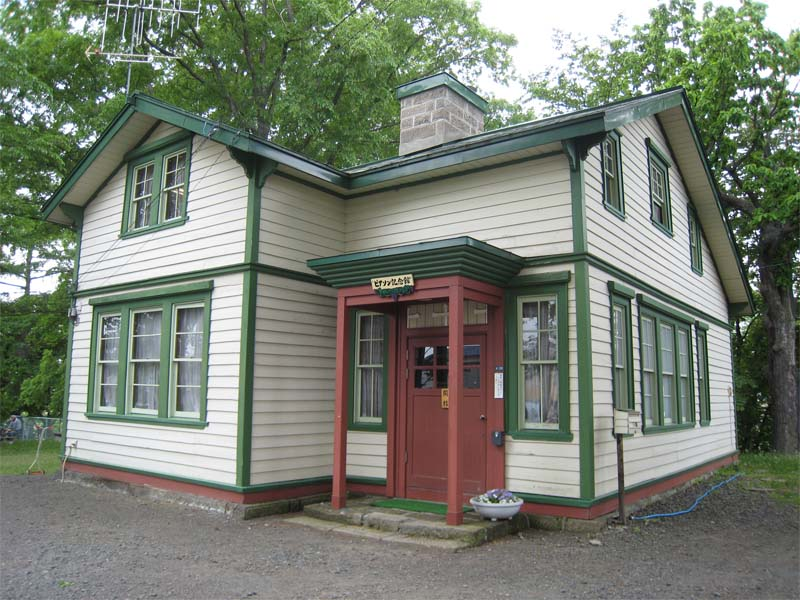
ピアソン記念館

ピアソン夫妻が北見の私邸として建築した館は、伝道局から北見市役所、さらに北海道庁へとわたって児童相談所として用いられ、次第に激しく劣化したが、1970年（昭和45年）に復元され、ピアソン記念館（北見市幸町）として、北見市の観光名所の一つとなっている。建物に沿って伸びるポプラ並木の通りはピアソン通りと呼ばれるが、平成期以降のこの地は住宅が立ち並び、ピアソン夫妻在住時の面影は薄れている。
1969年（昭和44年）、ピアソン夫妻が縁となり、ジョージの故郷であるエリザベス市と北見市との姉妹都市提携が行われた。提携以来、相互に使節団を派遣しあい、交流を深めている。
1998年9月（平成10年）、ピアソン夫妻の功績を語り継ぐための団体「 ピアソン会」が発足した。

## 年譜
- 1861年 - ジョージ・ペック・ピアソン誕生[9]。
- 1862年 - アイダ・ゲップ誕生[20]。
- 1882年 - ジョージ、プリンストン大学を卒業[4]。
- 1885年 - ジョージ、プリンストン神学校に入学[4]。
- 1888年 - ジョージ、プリンストン神学校を卒業。伝道のため日本にわたり、明治学院中学校に勤務[4]。
- 1890年 - ジョージ、明治学院中学校を退職[4]。千葉県の中学校に勤務し、地方の伝道を始める[13]。アイダ・ゲップ訪日、女学校に勤務[20]。
- 1892年 - ジョージ、北海道を視察[18]。
- 1893年 - ジョージ、北海道函館に転居[18]。
- 1894年 - ジョージ、小樽に転居[17]。
- 1895年6月12日 - ジョージとアイダが東京で結婚[18]。札幌と小樽で伝道[25]。
- 1901年3月 - 旭川へ転居[23]。廃娼運動、第7師団への伝道[16][29]、アイヌの救済などで活動[30]。
- 1903年 - 旭川聖書館を設置[23]。
- 1910年 - 野付牛を訪問[44]。
- 1913年 - 休暇のため一時帰国。
- 1914年5月 - 野付牛村（後の北見市）に転居[48]
- 1916年6月26日 - アイダを中心とした野付牛婦人矯風会が設立[51][52]。
- 1928年5月 - 宣教師としての任務を終え、帰国[64][22]。
- 1937年3月13日 - アイダ死去[21]。
- 1939年7月31日 - ジョージ死去[5]。

## 人物
夫のジョージは宣教師の中でも最も寡黙と言われ、雅量のある人物であった。どことなく神秘的で、聖者を思わせる風貌であった。ジョージの幼少時から学生時代の生涯に関する資料は少ないが、これも彼の無口な性格が理由の一つである。対照的に、妻のアイダは自尊心が強く、婦人宣教師の中でも最もお喋りと言われており、遠慮会釈もなく喜怒哀楽を現す人物であり、ジョージは常にそれを静かに制する役であった。アイダが死去した年、ジョージは彼女の追悼の一節として、こう語っている（『若い婦人宣教師』はアイダを指す）。
ジョージは無欲な人物でもあり、質素な生活でもなお、教会建設の援助、苦学する学生たちへの奨学金の援助、学生寮の建設などのために私財を投じた。1893年からの小樽の生活時は、いつも靴下は破れて穴だらけであった。旭川で夫妻に接していた人物の談によれば、ジョージは常に擦り切れかけた衣類を着ていた。室内でのスリッパも修繕だらけで、日本人から見て「ハイカラ」と呼べる当時のアメリカ人とは縁遠い姿であった。没後の葬儀もまた、ジョージの地味で控えめな性格と同様に、参列者が十数名、讃美歌は一つ、時間は20分ほどと簡素なものであった。
夫婦生活の内では、時に衝突もあったようである。あるときにジョージはアイダと激しい夫婦喧嘩の末、家出同然で外を飛び出し、当てもなく歩いていた。ふと橋の下を見ると、月に照らされた自分の影が、黒々と水面に映っていた。ジョージは、自分の心の中の曇りが黒い影となって現れていると悟り、反省して帰宅した。このように夫婦喧嘩では大抵、ジョージが折れる形であった。
対照的な性格の2人であるが、学者肌であり、外国語に堪能であること、愛と信仰に篤い人物であることや、自分たちの使命を果たすには「地の果てまでも」という思いは一致していた。

## 評価
日本キリスト教会北見教会の牧師である小池創造は、著書『田舎伝道者 ピアソン宣教師夫妻』において、ピアソン夫妻を以下のように評している。
無教会主義を唱えたキリスト教指導者の内村鑑三は、宣教師をひどく忌み嫌うことで知られたが、自分に親切にしてくれたピアソン夫妻には感服し、牧師の田村直臣に「田村君、宣教師でもあんな宣教師がいるよ」と語ったという。
ジョージによる『略註旧新約聖書』の編纂は、膨大で長期間を要する事業であり、ジョージのような忍耐深い、献身的な宣教師だからこそ可能だったことであり、後にも先にもこの種の仕事は類例を見ないとの声もある。
北見市が、遊郭を設置せずに公許遊郭の無い市という歴史を持つのは、北海道庁が明治40年以降に活発化した廃娼運動に影響で遊郭設置を認めない方針をとったことに加え、ピアソン夫妻と矯風会の反対運動の力も大きかったものと見られている。北海道のノンフィクション作家である川嶋康男は、北海道の廃娼運動の歴史において、ピアソン夫妻と佐野文子の活動を特筆すべきものと著書で述べている。
ピアソン記念館においては、ピアソン夫妻は坂本龍馬、坂本直寛と並び、北海道を愛し、理想社会を築こうとした開拓者や世の中のために尽くし、名誉を求めず、功績を誇らず、高ぶらない謙虚な人と評されている。夫妻の伝道や慈善活動など、その志しの高さは、北見の開拓民たちの精神文化の拠り所になったともいわれる。平成期以降においても北見市民に慕われている。

## 著作
※ 日本語版の主な著作物
- ジョージ・ペック・ピアソン
  - 『略註 旧新約全書』日本基督教興文協会、1925年8月15日。全国書誌番号:43048136。
  - 『六月の北見路 北辺のピアソン宣教師夫妻』小池創造他訳、日本基督教会北見教会〈ピアソン文庫〉、1978年9月。 NCID BN1133547X。
  - 小池創造 編『続六月の北見路 天才はひとりで立ち 使徒はふたりで立つ』日本基督教会北見教会〈ピアソン文庫〉、1979年12月20日。全国書誌番号:81017425。

- 共著
  - 『使徒はふたりで立つ 北海道のピアソンばあさん・じいさんの話』小池創造他訳、日本基督教会北見教会〈ピアソン文庫〉、1985年7月31日。 NCID BN1133520X。
  - 『日本北海道明治四十一年』北原俊之訳、ピアソン会、2009年5月。 NCID BB21440534。

※ 英文での主な著作物（GEORGE P. PIERSON & IDA GOEPP PIERSON）
- 『HOW THE HOLY SPIRT CAME TO THE HOKKAIDO JAPAN』、Rev N Sakamoto & Mrs. George Pierson、Methodist Publishing House Ginza,Tokyo,Japan、1907年。
- 『THE YEAR 1908 IN THE HOKKAIDO』、Rev. & Mrs.GEORGE P. PIERSON、PRINTED BY THE FUKUIN PRINTING  Co.,LTD、1909年。
- 『"DAN=DAN"?』、Mrs. GEO. P. PIERSON、PRINTED BY THE FUKUIN PRINTING  Co.,LTD、1909年。
- 『THROUGH KITAMI IN JUNE』、Mrs. GEO. P. PIERSON、PRINTED BY THE FUKUIN PRINTING  Co.,LTD、1910年。
- 『Ask And It Shall Be Given You』、IDA GOEPP PIERSON、WM. B. EERDMANS PUBLISHIHG COMPANY、1937年。
- 『The Call of Rural Japan』、GEORGE P. PIERSON、?、?。
- 『"LET US GO INTO THE NEXT TOWNS"- In Japan』、GEORGE P. PIERSON、NEW YORK   Fleming H. Revell Company、1936年?。
- 『Forty Happy Years In Japan』、GEORGE P. PIERSON & IDA GOEPP PIERSON、NEW YORK   Fleming H. Revell Company、1936年。
- 『THE CROSS OF CHRIST』、Rev. George P. Pierson, D. D.、AMERICAN TRACT SOCIETY、1937年。